# Quyền tự do đi lại
Quyền tự do đi lại nằm trong hệ thống nhân quyền và gồm:
- Quyền tự do di chuyển trong phạm vi quốc gia hay vùng lãnh thổ;
- Quyền lựa chọn một nơi cư trú trong phạm vi quốc gia hay vùng lãnh thổ;
- Quyền rời khỏi bất cứ quốc gia nào, kể cả quốc gia của mình; và
- Quyền được nhập cảnh vào quốc gia của mình.

Quyền xuất cảnh và nhập cảnh của mỗi cá nhân phải nhất thiết bao hàm cả quyền sở hữu và làm mới các hồ sơ giấy tờ đảm bảo cho yêu cầu đi lại.

## Liên minh châu Âu
Quyền tự do lựa chọn nơi cư trú là quyền tự do căn bản thuộc quyền tự do đi lại ở Liên minh châu Âu. Công dân EU có quyền tự do lựa trọn nơi cư trú ở bất kỳ quốc gia nào trong EU theo điều lệ Art. 49 tới Art. 55 của Hiệp ước về cách làm việc của EU (Vertrag über die Arbeitsweise der Europäischen Union) (AEUV). Quyền tự do này đã có từ năm 1957 qua Hiệp ước thành lập Cộng đồng châu Âu (Vertrag zur Gründung der Europäischen Gemeinschaft).